# فريتز بريغل

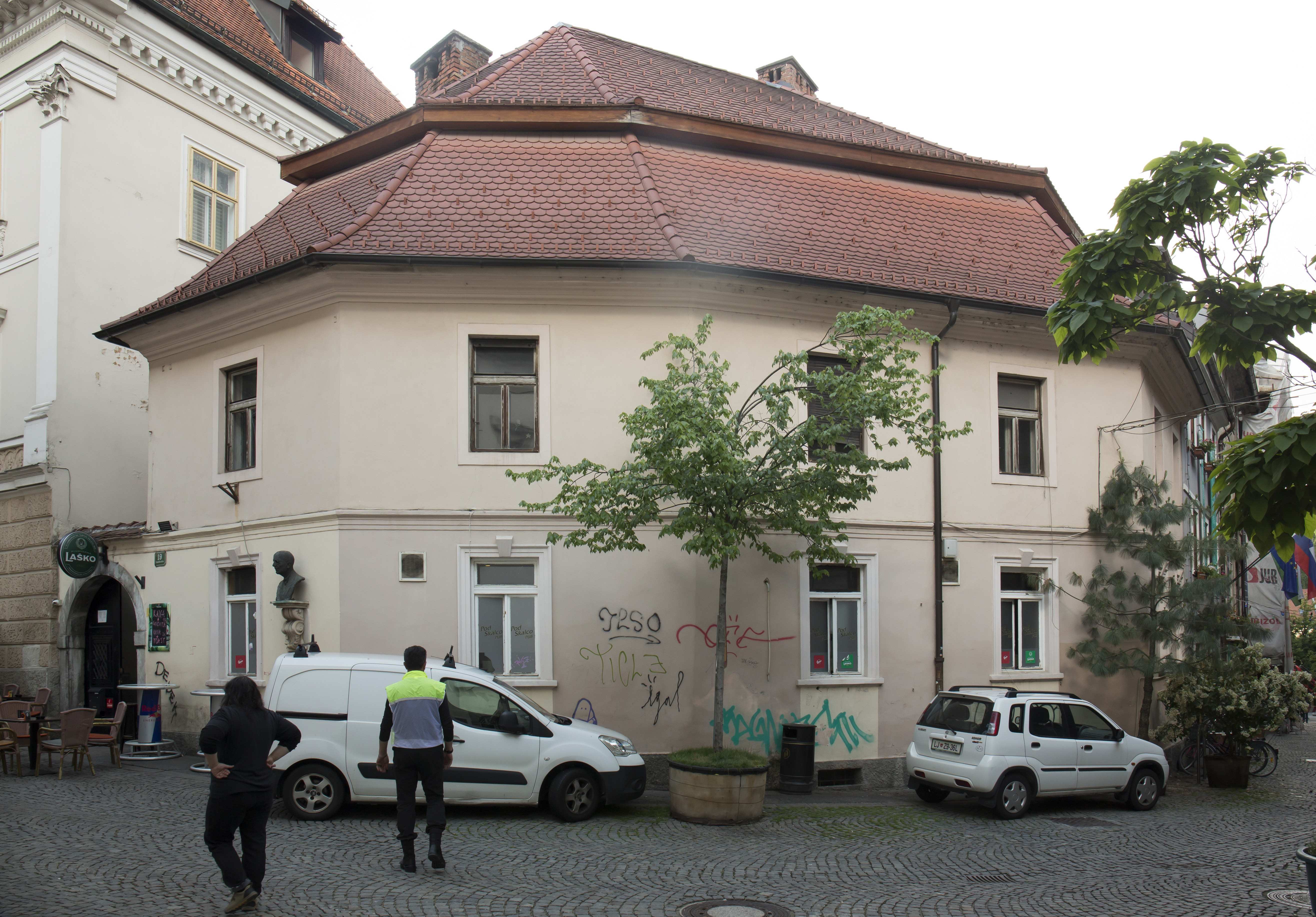
مسقط رأس بريجل في شارع جينتري (Gosposka ulica) ، ليوبليانا

فريتز بريغل (بالألمانية: Fritz Pregl)‏ هو كيميائي نمساوي من أصل سلوفيني ولد في 3 سبتمبر 1869 بلوبلانا وتوفي في 13 ديسمبر 1930. تحصل على جائزة نوبل في الكيمياء لسنة 1923 وذلك لمساهماته المهمة في التحليل الكمي والكيمياء العضوية والتي كان لها دور مهم في مجال تحليل العناصر.

## روابط خارجية
- فريتز بريغل على موقع الموسوعة البريطانية (الإنجليزية)
- فريتز بريغل على موقع إن إن دي بي (الإنجليزية)